# Blackland
Blackland – wieś w Anglii, w Wiltshire, w dystrykcie (unitary authority) Wiltshire, w civil parish Calne Without. Leży 3 km od miasta Calne, 21,1 km od miasta Swindon i 131,9 km od Londynu. W 1881 roku civil parish liczyła 50 mieszkańców.